# Nick Nikitakis
Vassilios „Nick“ Nikitakis (griechisch Βασἰλειος Νικητάκης, * 1955 in Thessaloniki; † 4. August 2025 ebenda) war ein in Deutschland lebender Gitarrist, Bouzoukispieler und Songwriter griechischer Herkunft. 
Er wurde bekannt als Solokünstler sowie durch Zusammenarbeit mit Musikern und Bands wie Guru Guru. Als Studio- und Gastmusiker arbeitete er unter anderem mit Werner Dies, Lydie Auvray, Peter Kraus, Reinhard Mey, Wolfgang Niedecken und BAP, den Bläck Fööss, den Höhnern und Jürgen Zeltinger. Zudem schrieb er die Musik des Titelliedes der Antirassismusaktion Arsch huh, Zäng ussenander.

## Leben
Nikitakis kam mit seinen Eltern 1960 nach Köln. Er trat 1967 bereits als Kind mit zwölf Jahren mit griechischer Folklore beim WDR auf. Ab 1970 begann er auf Empfehlung von Werner Haentjes als Gitarrist am Schauspiel Köln zu spielen und beschäftigte sich unter anderem mit der Musik von Miles Davis und dem Free Jazz sowie Charlie Parkers und dem Bebop. 1973 spielte er mit den Idols in Griechenland, zu denen unter anderem Demis Roussos gehörte. Nikitakis brach 1974 seine Schullaufbahn am Gymnasium ab und wurde Mitglied der Jazzrock-Band Brainstorm, im Folgejahr besuchte er die Rheinische Musikschule und befasste sich mit den Fächern „Jazz“ und „Arrangement“.
1976 war er Gründungsmitglied der Band Friendship, bei der Jazzrock und griechische Musik kombiniert wurden. 1977 arbeitete er mit Guru Guru und nahm eigene Stücke auf. Als Studiomusiker arbeitete er 1979 mit dem Produzenten Werner Dies für die Kölsche Kinderplatte, und ab 1981 war er Gastmusiker bei den Bläck Fööss. 1985 legte Nikitakis eine Bandpause ein und studierte griechische Musik und Bouzouki. 1987 ging er mit Big Time Sarah und Charlie Musselwhite auf Deutschlandtournee. Er gründete 1989 das Blues-Trio Shahbrack und veröffentlichte mit diesen die Alben Shahbrack rocks the Blues und A Fat Morgana; die Band trat im Vorprogramm von Alvin Lee, Walter Trout, Curtis Mayfield und Canned Heat auf.
1992 beteiligte sich Nikitakis mit dem Dylan-Song Sara an dem Album Leopardenfell von Wolfgang Niedecken, das Stücke von Dylan auf Kölsch enthält. Zudem arbeitete er mit Axel Büchel und Niedecken am Album Pik Sibbe von BAP. Er beteiligte sich an der Kampagne Arsch huh, Zäng ussenander gegen rechte Gewalt und komponierte den Titelsong der Aktion, für den Niedecken den Text schrieb. 1995 erschien sein Album Kitchen Songs.
1997 löste er alle Bands auf und spielte danach unter dem Namen Nikitakis & Band; 1999 erschien das Album Blue Songs from Thessalonia. 2002 veröffentlichte er das Album Nä wat ess dat schön und spielte mit Freunden populäre kölsche Volkslieder ein. 2002 erschien eine Hommage an den griechischen Komponisten Mikis Theodorakis unter dem Titel Les cycles de Theodorakis. 2004 veröffentlichte er das Buch Aigelstein … un wenn die Musik nit wör (mit CD), das Geschichten enthält, die er bei seinen Auftritten zu seinen Songs erzählte, und 2006 produzierte er das Album Bill’s Blues mit einer Coverversion des Liedes Crossroads von Robert Johnson, das in seiner Küche aufgenommen wurde.
2014 erlitt Nikitakis einen Schlaganfall und lag drei Wochen im Koma. Danach saß er im Rollstuhl und war nicht mehr in der Lage, Gitarre zu spielen. 2021 erhielt er den Verdienstorden des Landes Nordrhein-Westfalen für sein Engagement für Arsch huh, Zäng ussenander in Flüchtlingsprojekten und in Schulen für kulturelle Vielfalt, Integration und die Rechte von Minderheiten.
Nick Nikitakis starb im August 2025 nach kurzer schwerer Krankheit im Alter von 70 Jahren in Thessaloniki.

## Diskografie

### Soloalben
- 1989: A Fat Morgana
- 2000: The Blue Songs from Thessalonia
- 2002: Les cycles de Theodorakis
- 2006: Bill’s Blues
- 2013: Jam Francisco

### Shahbrack
- 1992: Rocks the Blues
- 1993: The Official Shahbrack Greatest Hits Bootleg

### Nikitakis & Fründe
- 2000: Nä, wat es dat schön!

## Belege
1. ↑  Jens Meifert: Vor 25 Jahren: 100.000 Menschen auf dem Arsch-huh-Konzert am Chlodwigplatz. 30. Oktober 2017, abgerufen am 17. August 2021 (deutsch).
2. 1 2 3 4 5 6 7  Nick Nikitakis. Abgerufen am 14. April 2024.
3. 1 2  Ministerpräsident Armin Laschet verleiht den Verdienstorden des Landes Nordrhein-Westfalen an 13 Bürgerinnen und Bürger | Land.NRW. Abgerufen am 14. April 2024.
4. ↑  Geschichte – Niedeckens BAP Official. Abgerufen am 14. April 2024 (deutsch).
5. ↑  Kölner Stadt-Anzeiger Köln vom 5. August 2025: Trauer um „Nick“ Nikitakis. Komponist der legendären Arsch-huh-Hymne ist tot, von Jan Wördenweber, abgerufen am 5. August 2025

| Personendaten    | Personendaten                                  |
| ---------------- | ---------------------------------------------- |
| NAME             | Nikitakis, Nick                                |
| ALTERNATIVNAMEN  | Nikitakis, Vasilios (wirklicher Name)          |
| KURZBESCHREIBUNG | griechischer Musiker, Gitarrist und Songwriter |
| GEBURTSDATUM     | 1955                                           |
| GEBURTSORT       | Thessaloniki                                   |
| STERBEDATUM      | 4. August 2025                                 |
| STERBEORT        | Thessaloniki                                   |